# اس‌تی‌اس-۱۰۸
اس‌تی‌اس-۱۰۸ (انگلیسی: STS-108) یکی از ماموریت‌های برنامه شاتل‌های فضایی بود که در تاریخ ۵ دسامبر ۲۰۰۱ از پایگاه فضایی کندی به ایستگاه فضایی بین‌المللی پرتاب شد. این مأموریت حدوداً دوازده روزه توسط شاتل اندور انجام گرفت.

## نگارخانه

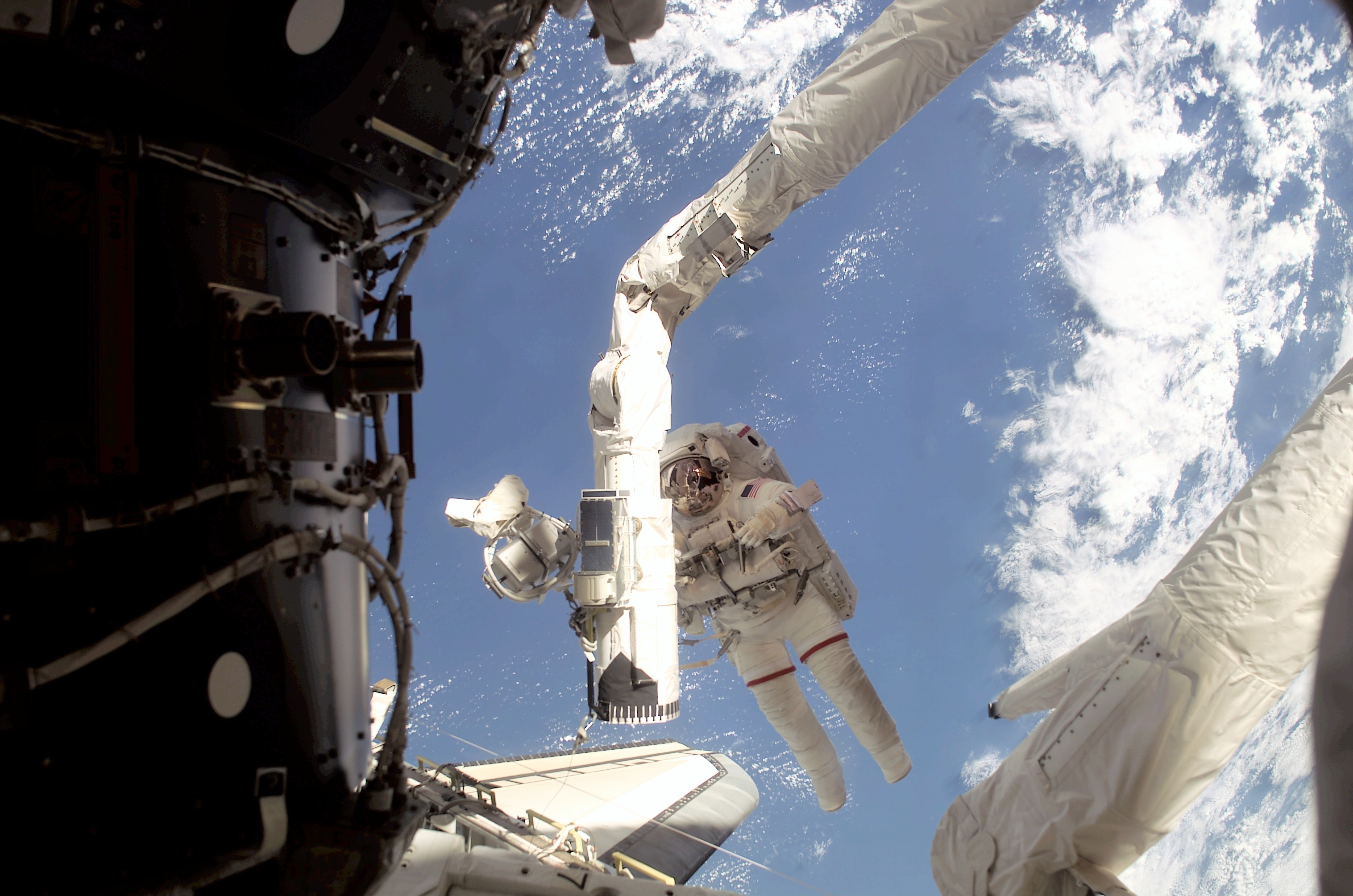
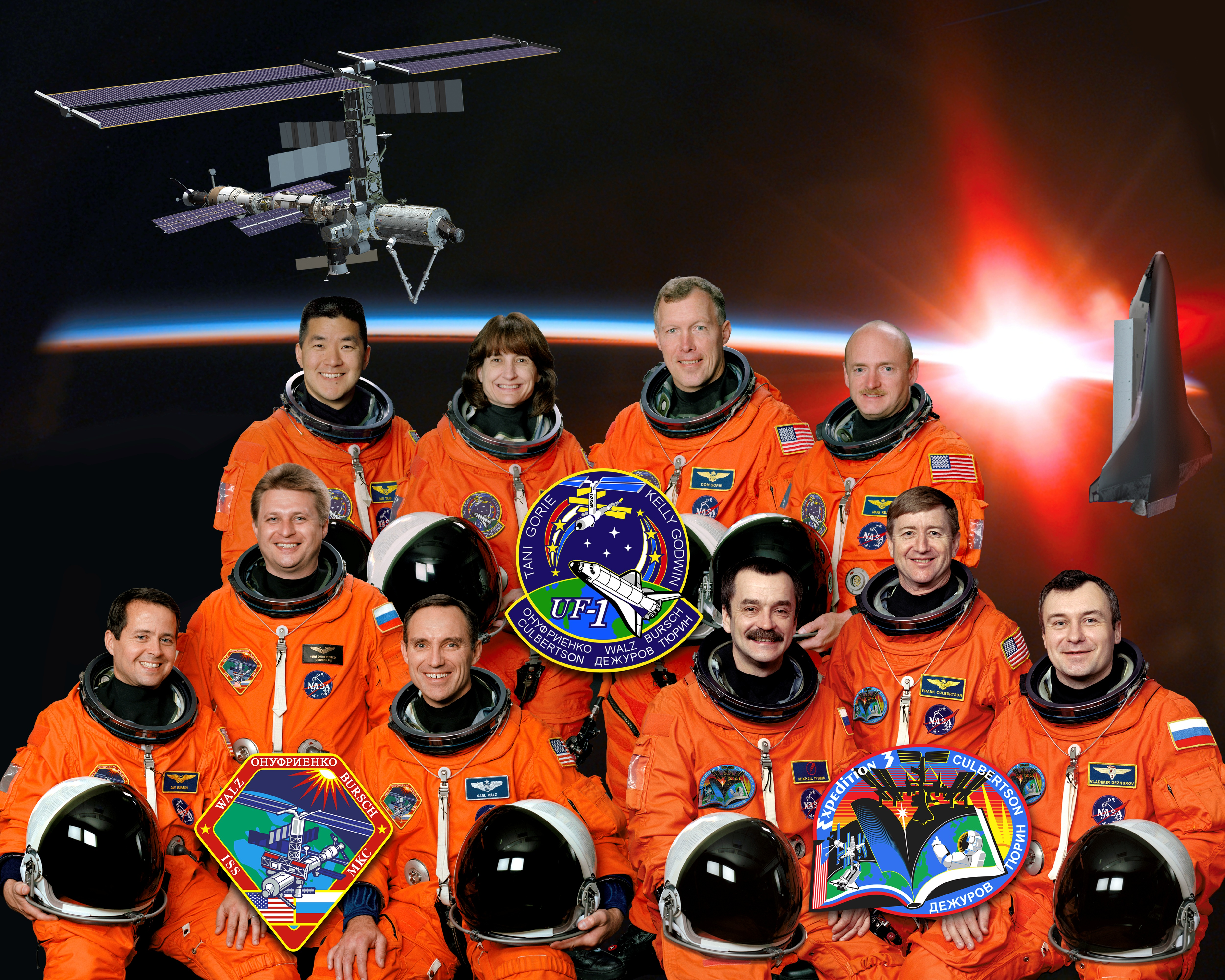
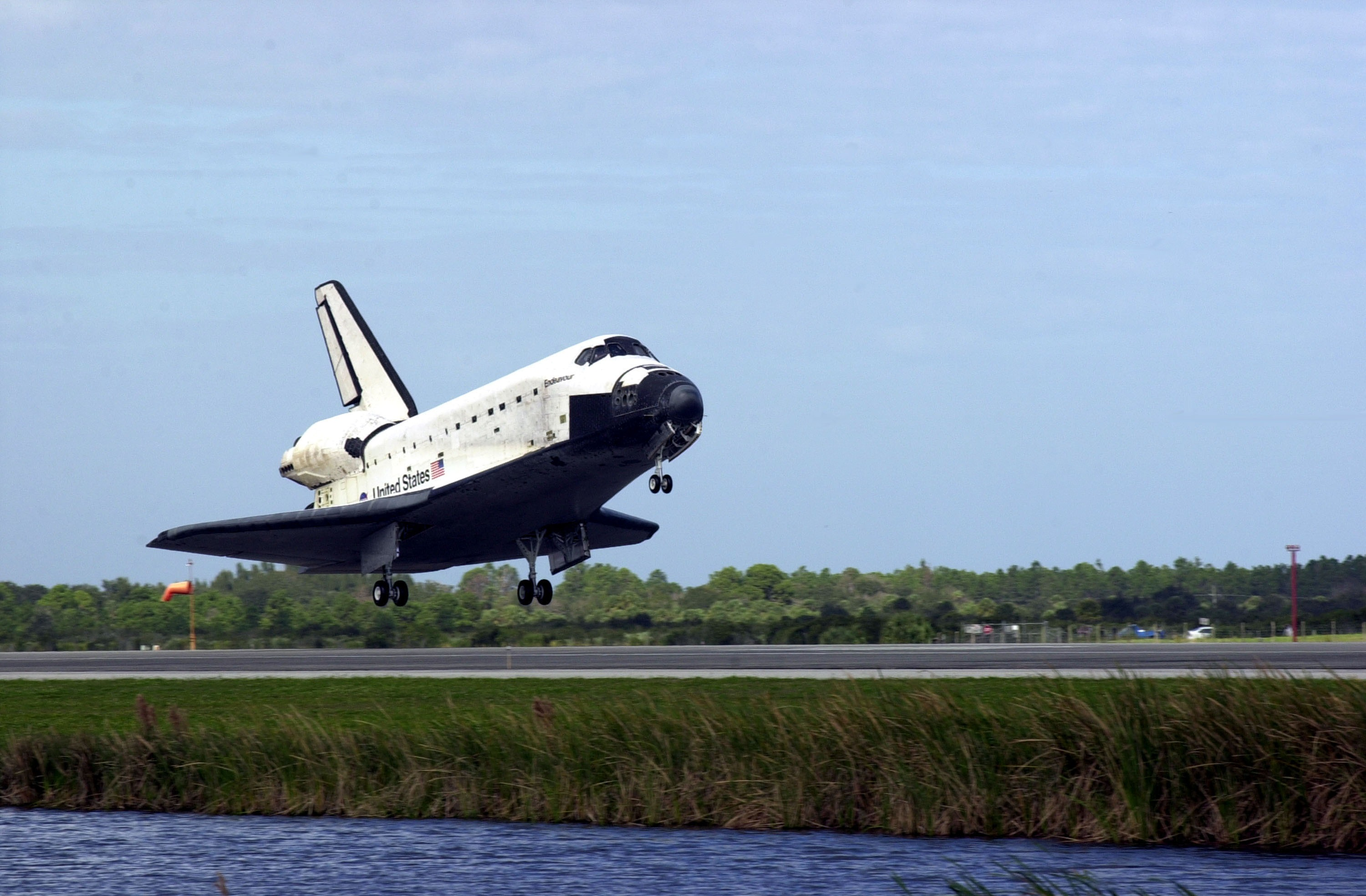